# 炒冰
炒冰（英語：Rolled ice cream，或），也稱炒雪糕，是一种冰类小吃。名称中的“炒”仅指制作的过程类似于炒，而不是真的会加热，相反会越炒越冷。通常由水果打碎后加牛奶，也有用调制好的果汁放入专用的炒冰机中用木铲不断翻炒。

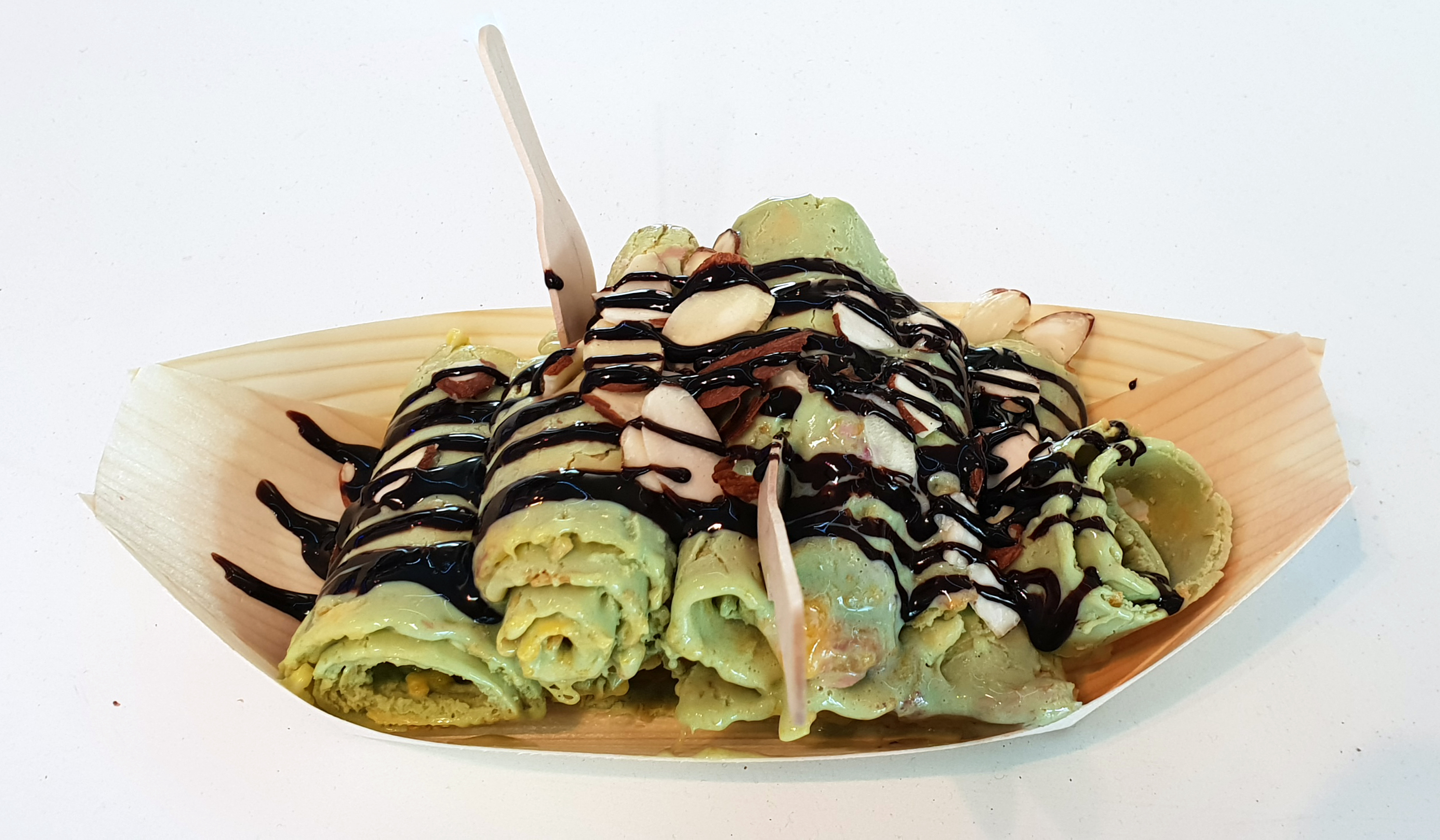
炒冰 （在新西兰供应）

## 泰式炒冰
制作过程中会加入葡萄干、芝麻等。直至炒成冰状以后即可食用，有的还会加入一些水果果粒。

## 海南炒冰
制作过程中会用水果打成果汁，直接炒制而成。

## 相關
- 土耳其冰淇淋